# Michael Greiner
Michael Greiner (* 1798 in Wien; † 11. September 1862 in Aachen) war ein österreichischer Opernsänger (Tenor) und Schauspieler. 

## Leben
Greiner war der Sohn eines Uhrmachers. Bereits während der Schulzeit wurde sein künstlerisches Talent erkannt und deshalb besuchte er auf Wunsch seiner Familie drei Jahre die k.k. Kunstakademie seiner Heimatstadt.  Trotz hervorragender Zeugnisse war Greiner von dieser Berufswahl nicht begeistert. 
Über kleine Liederabende im Kreise von Freunden kam Greiner bald zu Gastauftritten bei verschiedenen Theatergesellschaften. Sein Schwerpunkt lag von Anfang an beim Gesang, doch auch Liebhaber- und komische Rollen brachten ihm Erfolge. Greiner nahm Gesangsunterricht und konnte 1822 am Festakt anlässlich der Neueröffnung des Josefstädter Theaters mitwirken. Er sang einen Part im Stück „Die Weihe des Hauses“, das vom Komponisten Ludwig van Beethoven selbst dirigiert wurde. 
Bis 1829 wirkte Greiner als Erster Tenor an diesem Theater. Noch im selben Jahr wechselte er nach Berlin ans Königstädtische Theater und blieb dort bis zum Frühjahr 1836. Nach Differenzen bezüglich verschiedener Inszenierungen verließ Greiner das Ensemble. Er unternahm eine ausgedehnte Tournee durch Deutschland und Österreich. Am Stadttheater von Brünn war er ein Jahr engagiert und 1839 kam er an Hoftheater von Dessau. Dort trat er als Sänger und Schauspieler auf und übernahm ab 1841 auf Wunsch von Herzogin Friederike von Preußen die Leitung dieses Theaters. 
In den politisch unruhigen Zeiten von 1848 verließ Greiner Dessau und ging zu Chéri Maurice nach Hamburg ans Thalia-Theater. Aber bereits im Frühjahr 1849 spielte er am Stadttheater von Mainz und leitete dieses bis 1852. Bis 1855 wirkte er am Theater in Freiburg im Breisgau und im Anschluss daran wurde er für vier Jahre ans Theater Aachen verpflichtet. Die Spielzeit 1859/60 wirkte er am Alten Theater in Düsseldorf. 
Im Sommer 1861 kehrte Greiner zurück nach Aachen, wo er aber nur noch wenige Rollen übernahm. Dort starb er am 11. Februar 1862 und fand dort auch seine letzte Ruhestätte. 
Michael Greiner hatte im Frühjahr 1837 eine Affäre mit der Schauspielerin Katharina Tomaselli. Im Februar 1838 wurde seine uneheliche Tochter, die spätere Schauspielerin Josefine Gallmeyer geboren.

## Zitat
„Greiner hätte bei etwas mehr Glück Furore machen können, denn seine Stimme umfasste zweieinhalb Oktaven, sein Vortrag war warm, geschmackvoll und sein Spiel ausgezeichnet. In charakter- und Spielpartien übertraf er gar manchen gefeierten Namen. Jedenfalls zählte er, wo immer er auch als Spieltenor auftrat, zu den beliebtesten und geschätztesten Sängern. Neben seiner Tätigkeit als Darsteller, befasste er sich auch mit der Komposition und mancher musikalische Gedanke entsprang seiner Phantasie. Auch hatte er in Gemeinschaft mit Carl von Holtai sich auf dem Gebiete der Dichtkunst nicht ohne Glück versucht“